# Silvio Kuhnert
Silvio Kuhnert (* 9. September 1969 in Oelsnitz/Vogtl.) ist ein deutscher Sänger der Volkstümlichen Musik und Musikproduzent. Bekannt als „Der singende Gastwirt“ ist er auch der Küchenmeister im Landhotel „Zum Grünen Baum“ im vogtländischen Ort Taltitz.

## Leben
Seine Karriere als Koch begann Silvio Kuhnert mit der Ausbildung im Hotel „Am Fichtelberg“ in Oberwiesenthal im Erzgebirge. Schon 1989 war er der jüngste Küchenchef des Vogtlandes im Restaurant „Bergkristall“. In den folgenden Jahren absolvierte er verschiedene Praktika bei renommierten Gastronomen, so auch im „Aubergine“ bei Eckart Witzigmann in München. In Passau bestand er 1993 die Prüfung zum Küchenmeister und wurde noch im gleichen Jahr Küchendirektor im IFA-Ferienhotel „Hohe Reuth“ in Schöneck im Vogtland. 
1995 kaufte und eröffnete er sein erstes eigenes Restaurant und sang für seine Gäste. 10 Jahre später war er auch ein erfolgreicher Interpret volkstümlicher Musik und eröffnete 2005 gemeinsam mit seiner damaligen Lebensgefährtin und heutigen Ehefrau Viola das Restaurant und Landhotel „Zum Grünen Baum“ in Taltitz. Hier ist Silvio Kuhnert Gastgeber bei regelmäßigen Veranstaltungen für die Freunde der volkstümlichen Musik und sorgt gemeinsam mit prominenten Vertretern des Genre für professionelle Unterhaltung.

## Medien

### CD-Produktionen
| - Dort wo die neun Mühlen steh´n (1996) - Heut lad ich Euch alle ein (1997) - Glaubst du daran? (2002) | - Liebe geht durch den Magen (2004) - Ein guter Tag fängt morgens an (2004) - Frohes Fest (2005) | - Sauerbrot´n und griene Kleeß (2006) - Meine schönsten Lieder (2008) - Besonders zu empfehlen (2010) |

### Video/DVD-Produktionen
Ein musikalisch-kulinarischer Streifzug durch das Vogtland (2008)
Silvio Kuhnert hatte als „Der Singende Gastwirt aus dem Vogtland“ mehrfach Auftritte bei Rundfunk- und Fernsehsendungen, so z. B. bei der „Musikantenschenke“ des MDR (Mitteldeutscher Rundfunk) und errang zahlreiche Titel bei verschiedenen Wettbewerben.

### Bücher
Silvio Kuhnert ist der Autor der vogtländischen Kochbücher Von der Haselmühle zur Tanzermühle (Vogtländischer Heimatverlag, Plauen) erschienen  1998 und „Das Obere Vogtland Kochbuch“ (Edition Limosa, Clenze) im Jahr 2010.